# Cosmopterix thelxinoe
Cosmopterix thelxinoe là một loài bướm đêm thuộc họ Cosmopterigidae. Loài này có ở Brasil (Distrito Federal) và Hoa Kỳ (North Carolina).
Cá thể trưởng thành được ghi nhận vào tháng 3 và tháng 4.